# Chřestýš brazilský
Chřestýš brazilský (Crotalus durissus), známý také jako cascabelle (španělsky zvon), je jedovatý zmijovitý had z podčeledi chřestýšovitých vyskytující se ve střední a Jižní Americe. V současnosti je herpetologům známo devět jednotlivých poddruhů.

## Popis
Chřestýši brazilští měří typicky asi 1,5 metru na délku, ovšem ve vzácnějších případech může dorůst i 190–200 centimetrů. Směrem od hlavy se po celé délce těla táhnou dva výrazné pruhy, jež jsou výrazně světlejší, než zbytek kůže, ale u jednotlivých poddruhů se přesto barevně odlišují. Na konci ocasu se nachází chřestidlo tvořené zrohovatělými články, jímž varuje útočníky. Podobně jako další chřestýšovití, je i chřestýš brazilský vejcoživorodý. Normálně preferuje savany, každopádně poddruh obývající oblast Gran Chaco v Paraguayi je znám svým výskytem ve více písčitém prostředí.

## Jed
V případě uštknutí se jed projevuje výraznou paralýzou v důsledku přítomnosti silných neurotoxinů. Jed poddruhu Crotalus durissus terrificus, vyskytujícího se zejména v jižní Brazílii, Bolívii a okolních zemích, se může projevit zejména ochrnutím krčních svalů či poškozením zraku a sluchu (anebo jejich úplné ztráty). Dalším problémem však může být i naprosto bezprostřední krvácení nesrážlivé krve.